# 明石工業高等専門学校
明石工業高等専門学校（あかしこうぎょうこうとうせんもんがっこう、英語: National Institute of Technology, Akashi College）は、兵庫県明石市にある日本の国立高等専門学校である。1962年に設置された。略称は明石高専。

## 概要
- 5年制であり、その上に2年間の専攻科を設けている。
- 国立高専としては初めて、海外大学と編入学に関する協定を締結し、卒業後に協定大学へ直接編入学できる制度が設けられている[1]。
- 学生数800人に対し職員120人と、きめ細かい指導を目指している。
- 設備が充実している。ほとんどの教室に冷暖房、プロジェクターとスクリーンが設置されている。

## 教育目的
1. 健康な心身と豊かな人間性
2. 柔軟な問題解決能力
3. 実践的な技術力
4. 豊かな国際性と指導力

## 沿革
- 1962年 - 4月1日 国立高等専門学校一期校として設置される。（機械工学科，電気工学科及び土木工学科の3学科3学級）神戸大学（神戸市灘区六甲台）に仮事務所を置き、創設事務を開始。
- 1966年 - 4月1日 建築学科を新設
- 1994年 - 4月1日 土木工学科を都市システム工学科に改組。
- 1996年 - 4月1日 専攻科（機械・電子システム工学専攻、建築・都市システム工学専攻）を設置。
- 1997年 - 6月4日 地域共同教育研究センターを設置。
- 1999年 - 4月1日 電気工学科を電気情報工学科に改組。
- 2004年 - 4月1日 独立行政法人国立高等専門学校機構明石工業高等専門学校を設置。
- 2012年 - 11月17日 創立50周年記念式典を行う。

## 設置学科

### 本科（準学士課程）
出典：明石工業高等専門学校公式ホームページ「学科・専攻科」
- 機械工学科(M)[3]
- 電気情報工学科(E)[4]
  - 情報コース(EJ)
  - 電気電子コース(ED)
- 建築学科(A)[5]
- 都市システム工学科(C)[6]

電気情報工学科は4年次に情報コースと電気電子コースに分かれる。

### 専攻科（学士課程）
出典：明石工業高等専門学校公式ホームページ「専攻科」
- 機械・電子システム工学専攻
- 建築・都市システム工学専攻

## 部活動
出典：

### 運動部
- 野球部
- 水泳部
- 剣道部
- 柔道部
- 陸上競技部
- 男子バレーボール部
- サッカー部
- ハンドボール部
- 男子バスケットボール部
- ソフトテニス部
- 卓球部
- クライミング部
- テニス部
- バドミントン部
- 女子バレーボール部
- 空手道部
- 女子バスケットボール部

### 文化部
- 吹奏楽部
- 音楽部
- 茶道部
- 合唱部　Fons Musicae
- ロボット工学研究部（通称：ロボ研）
- 情報工学研究部（通称：情研）
- 視覚メディア研究部（通称：視メ研）
- Web制作研究部（通称：Web研）
- 宇宙工学研究部（通称：宇宙研）
- エコランプロジェクト（通称：エコラン）

### 同好会
- フットサル同好会
- 棋道同好会
- ものづくり研究会
- ESS（English Speaking Society）
- D-PRO135°
- 写真同好会

## 行事
- 明葉祭（6月中旬）主に文化部が日頃の成果を発表する会。吹奏楽部、音楽部の演奏やロボ研、エコランの制作物展示、その他文化部、同好会、学生プロジェクトの発表展示が行われる。2023年度までは「文化発表会」という名称で開催されていた。
- 高専祭（11月上旬）準備期間1日、開催期間2日間の日程で行われる明石高専最大のイベント。各クラス、学科による展示はもちろん運動部や文化部による各種出店や文化部による演奏・展示、専攻科研究発表（ポスター展示）、高専祭実行委員会による各種企画が催される。学生の中にはコスプレをして参加する人も多く、楽しいイベントとなっている。また、たいていの場合は高専祭開催期間中に次年度新入生向けの入試説明会も実施している。

## 卒業後の進路
高等専門学校の中では進学者の割合が高く、毎年6割近くの学生が大学編入学もしくは専攻科へ進学する。

## 対外関係

### 他大学との協定

#### 国内大学
- 放送大学学園と単位互換協定を結んでおり、放送大学で取得した単位を卒業に要する単位として認定することができる[9]

#### 海外大学
- クイーンズランド工科大学（オーストラリア）：編入学に関する協定
- サウサンプトン大学（英国）：編入学に関する協定
- モナッシュ大学（オーストラリア）：編入学に関する協定

## 立地
明石市の西側・魚住町に位置しており、比較的開けている播磨平野に立地する。
他の高専に比べて駅からの距離が短く、さらにJRと山陽電気鉄道の二路線があるため、JRが事故等で運転を見合わせても山陽電車で帰宅するといったようなことが可能である。
学校付近にはマクドナルドや丸亀製麺などのチェーン店、セブンイレブンやファミリーマートといったコンビニエンスストアがあり、昼食時にはそこへ出かけて昼食をとる学生も多い。また、徒歩5分ほどの距離にカラオケまねきねこ明石魚住店があり、空きコマになると学生同士でそこへカラオケに行く学生もいる。
上のように交通アクセスが非常に良いので姫路、神戸それぞれの方面より自宅から通学してくる学生が多いが、明石高専は日本各地の学生が在籍しているため、学校敷地内にある寮から通学する学生も多い。

## 交通アクセス

### 鉄道
- JR魚住駅から徒歩約7分
- 山陽魚住駅から徒歩約12分

## 主な出身者
- 笑福亭銀瓶 （落語家）